# Фіцджеральд (місячний кратер)
Кра́тер Фі́цджеральд (лат. Fitzgerald) — великий стародавній метеоритний кратер у північній півкулі зворотного боку Місяця. Названий на честь ірландського фізика і філософа Джорджа Фіцджеральда; цю назву було затверджено Міжнародним астрономічним союзом у 1970 році. Утворення кратера відбулося у нектарському періоді.

## Опис кратера

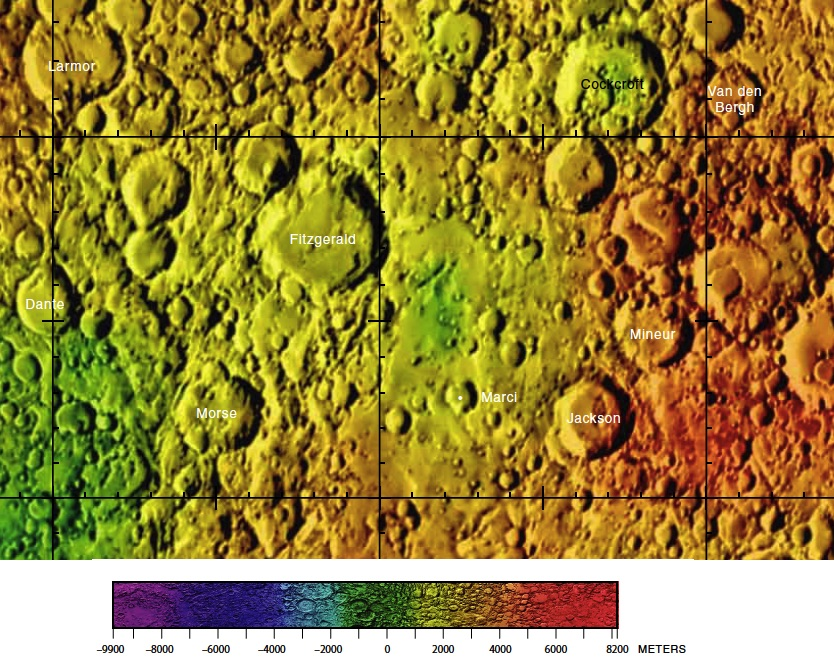
Околиці кратера Фіцджеральд. Фрагмент мапи зворотного боку Місяця

Найближчими сусідами кратера є кратер Лармор на північному заході; кратер Кокрофт на сході північному сході; кратер Марці на південному сході; кратер Морзе на півдні південному сході і кратер Данте на заході. Селенографічні координати центру кратера 26°40′ пн. ш. 172°08′ зх. д. / 26.67° пн. ш. 172.14° зх. д., діаметр 104,2 км, глибина 2,9 км
Кратер Фіцджеральд має полігональну форму та зазнав значних руйнувань за тривалий час свого існування. Вал згладжений, у східній та західній частині перекритий невеликими кратерами, до північно-західної частини валу примикає сателітний кратер Фіцджеральд W. Від останнього через чашу кратера Фіцджеральд у південно-східному напрямку проходить світлий промінь, який втім може належати системі променів сателітного кратера Мур F. Внутрішній схил валу зі згладженими залишками терасоподібної структури і осипами порід біля підніжжя. Висота валу над навколишньою місцевістю сягає 1540 м, об'єм кратера становить приблизно 12400 км³. Дно чаші відносно рівне, за виключення більше пересіченої західної частини, південна частина чаші відмічена невеликим примітним кратером. Невеликий округлий центральний пік дещо зміщений до північного заходу від центру чаші.

## Сателітні кратери
| Фіцджеральд | Координати                                                  | Діаметр, км |
| ----------- | ----------------------------------------------------------- | ----------- |
| B           | 29°01′ пн. ш. 170°44′ зх. д. / 29.02° пн. ш. 170.74° зх. д. | 24,2        |
| W           | 28°30′ пн. ш. 173°59′ зх. д. / 28.5° пн. ш. 173.99° зх. д.  | 49,2        |
| Y           | 30°54′ пн. ш. 172°56′ зх. д. / 30.9° пн. ш. 172.93° зх. д.  | 35,5        |

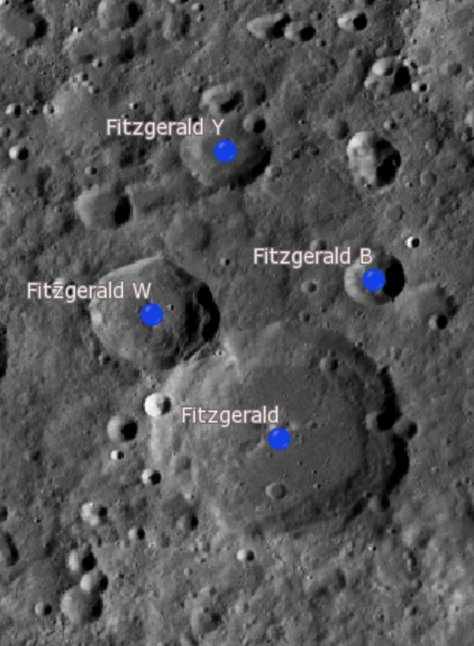
Світлина зонда Lunar Reconnaissance Orbiter

- Утворення сателітних кратерів Фіцджеральд W і Фіцджеральд Y відбулося у нектарському періоді[2].